# Клейборн, Уильям Чарльз Коль
Уильям Чарльз Коль Клейборн (англ. William Charles Cole Claiborne; 1773 — 23 ноября 1817) — американский политик и военный, который был федеральным губернатором территории Миссисипи, затем в 1803 году контролировал передачу США Французской Луизианы, служил первым губернатором Орлеанской территории, а затем стал первым губернатором штата Луизиана. В 1817 году он был сенатором США от Луизианы, и вошёл в историю как самый молодой член Конгресса США за всю его историю, несмотря на то, что год рождения Клейборна точно не известен.

### Статьи
- Joseph Tennis Hatfield. William C. C. Claiborne, Congress, and Republicanism, 1797-1804 (англ.) // Tennessee Historical Quarterly. — Tennessee Historical Society, 1965. — Vol. 24, iss. 2. — P. 156-180.